# Fushi (Laamu-atol)
Fushi is een van de onbewoonde eilanden van het Laamu-atol behorende tot de Maldiven.